# زک برانت
زک برانت (انگلیسی: Zak Brunt؛ زادهٔ ۱۷ نوامبر ۲۰۰۱) بازیکن فوتبال است.